# Омар ел Роваила
Омар ел Роваила (арап. عمر الرويلة, романизовано Omar Al-Rowaila; 18. септембар 2003) бахреински је пливач чија ужа специјалност су трке леђним стилом. 

## Спортска каријера
Роваила је дебитовао на међународној пливачкој сцени као петнаестогодишњак, а први наступ на великим такмичењима је имао на светском првенству умалим базенима у Хангџоуу 2018, где је пливао у квалификацијама обе спринтерске трке леђним стилом. 
На светским првенствима у великим базенима је дебитовао у корејском Квангџуу 2019, где се такмичио у две трке. Прво је наступио у квалификацијама трке на 100 леђно које је окончао на 60. месту, а пар дана аксније заузео је 61. место у трци на 50 леђно.